# Ратель, Жан
Жозе́ф Жильбе́р Иво́н Жан Рате́ль (фр. Joseph Gilbert Yvon Jean Ratelle; род. 3 октября 1940, Сагеней — Озеро Сен-Жан, Квебек) — канадский хоккеист, нападающий клубов НХЛ «Нью-Йорк Рейнджерс» и «Бостон Брюинз».

## Карьера
Карьера одного из самых незаурядных выпускников квебекской хоккейной школы Жана Рателя могла закончиться, толком не начавшись: в возрасте 23 лет молодой форвард получил серьёзную травму спины. К счастью, перенесённая Жаном операция оказалась успешной и молодой хоккеист вернулся в большой спорт — вернулся, чтобы сделать одну из самых ярких карьер в истории НХЛ.
Выпускники квебекской хоккейной школы оставили свой след — помимо «Монреаль Канадиенс», ведущей команды франкоязычной Канады — в истории многих клубов НХЛ. В случае Жана Рателя это были «Нью-Йорк Рейнджерс», которым он отдал 15 лет жизни, и «Бостон Брюинз», где он после окончании игровой карьеры проработал больше 20 лет, до самого выхода на пенсию.
К тому времени, когда Жан Ратель присоединился к «Нью-Йорк Рейнджерс», дела у команды шли откровенно плохо: команда ещё с середины 50-х годов переживала кризис, год за годом оставаясь за бортом розыгрыша Кубка Стэнли. Всё изменилось в середине 60-х, когда «Рейнджерс» возглавил бывший игрок клуба Эмиль Фрэнсис; «Рейнджеры» вновь стали серьёзной силой, с которой приходилось считаться вчерашним безоговорочным лидерам лиги. Тогда же в составе «Нью-Йорка» сложилась одна из самых ярких не только в истории клуба, но и в истории всей лиги троек — «GAG line» (сокращение от английского «Goal-A-Game» — «гол за игру»): Вик Хэдфилд — Жан Ратель — Род Жильбер. В самом ярком своём сезоне — 1971-72 годов — все три форварда звена вошли в пятёрку лучших бомбардиров лиги, а «Рейнджерс» в тот год дошли до финала Кубка Стэнли, где были остановлены в шаге от трофея «Бостон Брюинз». Неудивительно, что тройка Хэдфилд — Ратель — Жильбер в полном составе оказалась в сборной профессионалов НХЛ, противостоявшей сборной СССР в первой хоккейной Суперсерии.
В 1974 году GAG line распалась: Вик Хэдфилд был обменян в «Питтсбург», а через год покинул команду и Жан Ратель: его обменяли в «Бостон» на Фила Эспозито. Обмен не помешал, однако, Жану Рателю второй раз за карьеру покорить гроссмейстерское достижение: 100 набранных очков результативности за сезон. В 1981 году Жан Ратель завершил карьеру хоккеиста, но не ушёл из хоккея, оставшись работать в «Бостоне» сначала помощником тренера, а затем — до самой пенсии — скаутом.

В чемпионатах НХЛ 1280 (игр), 491+776, +236(+/-).

В Кубке Стэнли 123 (игры), 32+66, +15 (+/-).

### Хоккейное наследие Жана Рателя
Жану Рателю ни разу не довелось поднять над своей головой Кубок Стэнли, но, несмотря на это, он по сей день остаётся одним из самых уважаемых в мире североамериканского хоккея хоккеистов.
Мастерству Жана Рателя отдавали должное не только одноклубники

« Он был очень силен на коньках, и его большой шаг был гладким, как шелк. Он был велик на точке вбрасывания. У него были очень сильные руки и кисти.»— Рик Миддлтон

«Когда он травмировался, не было никого кто смог бы заменить его очки и его лидерство. Осталась большая пустота. Это был год, когда мы действительно поняли, что значит Ратель для нашей команды.»— Вик Хэдфилд
, но и соперники

«Ратель был среди первых игроков, кто умело играл руками и ногами. С его видением, техникой и катанием, Вы не могли просто играть против него в корпус. У него было много способов переиграть Вас»— Лэрри Робинсон

«Он был очень шустр и отлично держал шайбу. Он мог маневрировать и ждать игроков на флангах, чтобы создать позицию для хороших бросков. Он имел то же хоккейное чутьё, которое сделало великим Гретцки. Ратель имел отличный кистевой бросок и, вероятно, лучший в мире бэкхэнд в те дни, когда мы играли плоскими клюшками.»— Стэн Микита
.
Жана Рателя нередко сравнивают с другим замечательным хоккеистом-франкоканадцем — Жаном Беливо, и не только потому, что хоккеисты — тёзки и играли на одной позиции, но и за то, какими они были вне хоккейной площадки — настоящими джентльменами от хоккея.

«Он — очень особенный человек, очень бескорыстный. Он очень напоминает мне Жана Беливо, на и вне льда тем, как он ведет себя, своей скромностью. Я не могу найти нужных слов о его личных качествах, его хоккейные рекорды говорят сами за себя.»— Вик Хэдфилд
 В этом смысле достаточно красноречивы завоёванные Рателем награды — «Леди Бинг Трофи» и «Билл Мастертон Трофи», приз игроку, продемонстрировавшему образец честной спортивной борьбы и джентльменского поведения и приз хоккеисту, проявившему высокое спортивное мастерство и верность хоккею.

## Карьера в сборной
В составе сборной Канады Жан Ратель принимал участие в Суперсерии 1972 года, где отметился в 6 сыгранных матчах 4 (1+3) набранными очками.

## Достижения
- Обладатель «Леди Бинг Трофи» (2): 1972, 1976
- Обладатель «Билл Мастертон Трофи»: 1971
- Обладатель «Лестер Пирсон Эворд»: 1972
- Член Зала хоккейной славы с 1985 года.
- Финалист Кубка Стэнли 1972, 1977 и 1978.